# Юбинское
Юбинское — пресноводное озеро на территории Янегского сельского поселения Лодейнопольского района Ленинградской области.

## Общие сведения
Площадь озера — 1,2 км², площадь водосборного бассейна — 130 км². Располагается на высоте 93,0 метров над уровнем моря.
Берега водоёма каменисто-песчаные, преимущественно заболоченные.
Через озеро течёт река Савинка, впадающая в реку Оять, левый приток Свири.
Населённые пункты вблизи водоёма отсутствуют. На северо-восточном берегу располагается урочище Юбиничи на месте опустевшей одноимённой деревни.
Код объекта в государственном водном реестре — 01040100811102000015968.